# Jüdischer Friedhof (Zündorf)

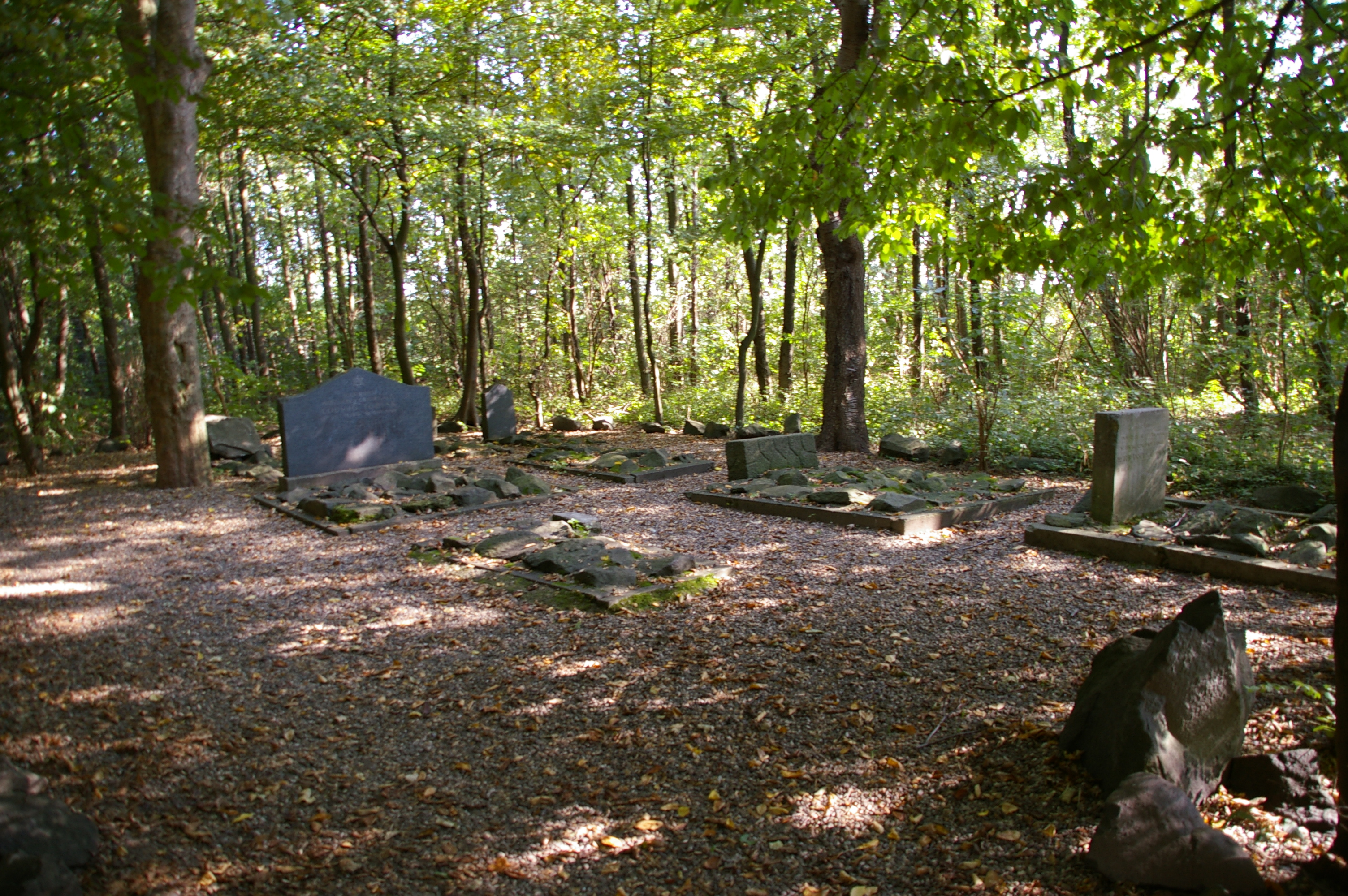
Ehemaliger jüdischer Friedhof Gartenweg Köln-Porz/Zündorf (2011)

Der jüdische Friedhof Zündorf befindet sich im Kölner Stadtteil Zündorf in Nordrhein-Westfalen. Als jüdischer Friedhof ist er ein Baudenkmal und seit dem 29. Mai 1990 unter der Denkmalnummer 5576 in der Denkmalliste eingetragen.
Bevor die Zündorfer Juden ihren eigenen Begräbnisplatz anlegen konnten, beerdigten sie ihre Toten in Deutz. Der Friedhof, der Ecke Gartenweg/Hasenkaul liegt, wurde von 1923 bis 1942 belegt. Er wurde auch von den in Wahn und Porz lebenden Juden genutzt. Im Jahr 1944 wurde der Begräbnisplatz an die Gemeinde Porz zwangsverkauft. Es sind sechs Grabsteine erhalten.